# Edenophorus stuckenbergi
Edenophorus stuckenbergi är en tvåvingeart som beskrevs av Sinclair 2002. Edenophorus stuckenbergi ingår i släktet Edenophorus och familjen dansflugor. Inga underarter finns listade i Catalogue of Life.